# Pennsylvania Station (Baltimore)
Pour les articles homonymes, voir Pennsylvania Station.
La Pennsylvania Station ou Penn Station, est la principale gare ferroviaire de la ville de Baltimore, dans l'État du Maryland aux États-Unis.

## Historique
La Pennsylvania Station est construite en 1911, elle est conçue et dessinée par l'architecte américain Kenneth MacKenzie Murchison selon une architecture Beaux-Arts pour le compte de la compagnie de chemins de fer Pennsylvania Railroad.
La compagnie opératrice de la gare, la Pennsylvania Railroad, fusionne avec la New York Central en 1960 pour former la Penn Central. Cette compagnie fait faillite en 1970, les lignes qui passent par Baltimore sont reprises par Amtrak. Principale gare de la ville, elle est aujourd'hui desservie par le réseau Amtrak, par le MARC Train (liaison Baltimore-Washington D.C.) ainsi que par le métro léger de la Maryland Transit Administration.

## Lignes
Les liaisons longue-distance qui desservent la gare sont :
- l'Acela: train à grande-vitesse Boston (Massachusetts) - Washington (District of Columbia)
- le Carolinian: New York (New York) - Charlotte (Caroline du Nord)
- le Crescent: New York (New York) - La Nouvelle-Orléans (Louisiane)(District of Columbia) - Perryville (Maryland)
- le Palmetto: New York (New York) - Savannah (Géorgie)
- le Regional: Boston (Massachusetts) - Newport News (Virginie)
- le Silver Star et le Silver Meteor: New York (New York)  - Miami (Floride)
- le Vermonter: St. Albans (Vermont) - Washington (District of Columbia)

Jusque dans les années 1960, la Pennsylvania Station possède des liaisons avec Buffalo dans l'État du New York, Toronto au Canada et Chicago dans l'Illinois. Il existe également dans les années 1970 et 1980 des lignes directes qui permettent de relier Harrisburg et Pittsburgh en Pennsylvanie ainsi que Saint-Louis dans le Missouri et Atlantic City dans le New Jersey.